# Contracaecum papilligerum
Contracaecum papilligerum is een rondwormensoort uit de familie van de Anisakidae. De wetenschappelijke naam van de soort is voor het eerst geldig gepubliceerd in 1846 door Creplin.